# مدمرة صواريخ موجهة
مدمرة صواريخ موجهة، هي مدمرة مصممة لإطلاق الصواريخ الموجهة.تم تجهيز العديد منها أيضا للقيام بعمليات مضادة للغواصات، ومضادة للطائرات، ومضادة للاهداف السطحية. تسمية حلف الناتو القياسية لهذه السفن هو دي دي جي.تختلف الدول في إستخدامها لتسمية المدمرة دي في الترقيم. إعتمدت البحرية الأمريكية تصنيف دي دي جي في نظام تصنيف بدن السفينة، بالإضافة إلى المدافع، عادة ما يتم تجهيز مدمرة الصواريخ الموجهة ببطاريتي صواريخ كبيرتين، في نظام الإطلاق العمودي.تحتوي بعض المدمرات على أنظمة رادار قوية جدا مثل نظام الدرع القتالي للولايات المتحدة الأمريكية، ويمكن اعتمادها لإستخدامها في دور دفاعي ضد الصواريخ أو الصواريخ الباليستية. وينطبق هذا بشكل خاص على القوات البحرية اللتي لم تعد تستعمل طرادات، لذلك يجب استعمال سفن أخرى لملئ الفجوة.